# 国免荘
国免荘（こくめんのしょう）は、平安時代の荘園（権門・寺社の私領）のうち、任期中の国司の権限により、国衙へ納める田租・諸役の免除を許した田（免田）に基づく荘園を指す。国司の任期中はその免田の収穫からは徴税を減免した。

## 国司が租税減免を行なった理由
国司が租税減免を行なった理由として、開墾を勧めるために、私領内に免田を認める場合があった。なおそのような場合、開墾する（新たに田を広げる）範囲を取り決めることが多かった（荘園の四至）。
また国司は、権門によって人事・考査権を握られており、権門・寺社の私領が有する田からの徴税を減免する場合があった。また国衙から権門・寺社へ納めるべき税が滞っているなどの場合に、その未納に代えて、権門・寺社の私領に対して免田を許可し国衙への納税は免除した。